# Flavia Bujor

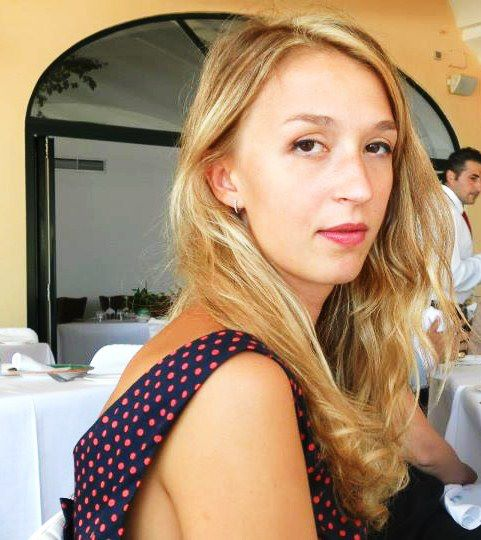
Flavia Bujor im September 2011

Flavia Bujor (* 8. August 1988 in Bukarest, Rumänien) ist eine französische Schriftstellerin und Literaturwissenschaftlerin rumänischer Herkunft. Sie wurde bereits mit 13 Jahren als Autorin des Fantasy-Jugendromans "Das Orakel von Oonagh" (frz. La prophétie des pierres) bekannt.

## Leben
Bujors Familie zog nach Frankreich, als sie zwei Jahre alt war. Heute lebt sie mit ihren Eltern in Paris. Ihr Vater Francis ist Bildhauer; ihre Mutter Sophie arbeitet als Psychologin mit Teenagern und jungen Erwachsenen.
Ihr erstes Buch "Das Orakel von Oonagh" schrieb sie in nur sechs Monaten im Jahr 2001. Zunächst verteilte sie das Werk kapitelweise an Mitschüler; ihre Französischlehrerin schickte es daraufhin an verschiedene Verlage, so dass es im Folgejahr tatsächlich veröffentlicht werden konnte. Durch das jugendliche Alter der Autorin erlangte das Buch große Aufmerksamkeit in den Medien, war dadurch ein großer Erfolg in Frankreich und wurde in 23 weitere Sprachen übersetzt.
Im Jahr 2008 wurde Bujor als Studentin an der Pariser Hochschule École normale supérieure, einer der angesehensten Grande écoles Frankreichs, ausgewählt und angenommen. Dort erhielt sie 2012 ihre Agrégation für Moderne Literatur (französisch agrégation de lettres modernes).
Bujor arbeitete ab 2014 an der Universität Rennes 2 bei Isabelle Durand-Le Guern an ihrer Doktorarbeit im Fach Vergleichende Literaturwissenschaft zum Thema Une poétique de l’étrangeté: plasticité des corps et matérialité du pouvoir (Suzette Mayr, Marie NDiaye, Yoko Tawada), die sie im November 2018 vorlegte. Sie unterrichtet seit 2017 an der Universität der Südbretagne in der Abteilung für Moderne Literaturwissenschaft (französisch Département de Lettres Modernes).

## Bibliographie
- La prophétie des pierres (Originalausgabe), Éditions Anne Carrière, Paris 2002, ISBN 2843371937
  - Das Orakel von Oonagh (deutsche Übersetzung), List Verlag, München 2003, ISBN 347177260X